# Agmánd nemzetség
Az Agmánd nemzetség (Ogmand) a Zsombor nemzetséggel együtt családi hagyomány alapján ősfoglalóknak tartotta magát Erdélyben, a Kis-Szamos völgyében. Az egyik honfoglaló törzs egészében, vagy tekintélyes részében Erdélyben maradt és a Szamos völgyén és a Meszesi kapun át tartotta fenn a kapcsolatot – főleg sószállítás útján és feladatával megbízva – a nyugati magyar törzsekkel.
Anonymus erdélyi értesüléseit a honfoglalás korára vonatkozóan az Almás, Kapus és Szamos folyók, Gyalu vár és Esküllő falu vidékén birtokos Zsombor és Agmánd nemzetségtől szerezte.

## Története
Az Agmánd nemzetség ősének Apafarkas fiát, Agmándot tartotta, az előbbitől farkasfejes címerét, az utóbbitól nevét vette.
A nemzetség Erdélyben, a régi Kolozs és Torda vármegye keleti részén és Belső-Szolnok vármegyében volt honos.
Nevét 1303-ban említette először oklevél, mikor a nemzetség Lőrinc nevű tagjának leánya férjhez menve hozományáról férje javára lemondott.
1303 után egy oklevél szerint a nemzetség tagjai az erdélyi káptalan előtt felosztották birtokaikat, melyek főként Erdélynek a Marostól északra eső felében voltak találhatók.
A nemzetség birtoka volt a Szamos folyó balpartján többek között Keménye, Szekerestörpény, Gyékényes, Kodor, Szükerék és Ormány, míg a Szamos jobb partján Péterháza, Boncnyíres, Hesdát, és az ismeretlen helyen fekvő Bodzástelke is de eredetileg a nemzetség birtokai közé tartozott Belső-Szolnok megye királyi vára, Dés és a désaknai sóbánya is és kissé távolabb, a Mezőségben, a Lekence völgyében ugyancsak ősi Agmánd-birtokok feküdtek, melyek közé tartozott több mára már eltünt falu mellett (szentpéter, (Nyulas)néma, Mező(rücs), Kecsed és Szekerestörpény, és a két Péntek nevű település is.
Az Agmánd nemzetség István kori adománybirtokának tartják a Komárom megyében fekvő Nagyigmándot is egy 1945-ben elveszett forrás értékű Milkovics Zsigmond féle kézirat kapcsán, mely szerint az itteni Wigman, Igmand nemzetség is Farkas-Agmánd! volt. Ezt a forrást támasztja alá, hogy  "Koppány lázadása ellenében az ifjú István király az esztergomi táborban szervezett hadat a hazai és erdélyi, hű nemzetségek soraiból, közöttük a Farkas-Agmánd nembeliek soraiból is, hogy gyorsabban felvonulhasson Koppány és a dél- dunántúli Koppányt támogató nemzetségi seregek ellenében. A győzelem után birtok adományban részesítette híveit, tehát köztük a Farkas- Agmand nembelit is a fejedelmi (Megyer-Magyar) birtokhatár szélén".
Az Agmánd nemzetség leszármazásában az első ismert láncszem I. Máté, kinek fia II. Máté 1305 körül élt, valamint Márton voltak. 
Márton gyermekei:
- Lőrinc - kinek fia I. Péter (1305) és egy ismeretlen nevű lány (1303), kinek férje Menfulcza Mihály volt. Ő volt az aki férjhezmenve hozományáról férje javára lemondott.
- I. János (1303-1305) - Kodori
- Moog
- Herczeg (1305)
- I. Pergelin - A Kecseti és a Szalaházy család őse. Tőle származott I. Domokos (1305-1317), kinek két fia volt:

I. István, ki meghalt kb. 1363 előtt. I. István fiai: I. Miklós (1363), II. Pergelin (1363), II. Domokos (1363) és I. László (1363)
Nagy Jakab (1363) - fia II. János (1376) volt, kitől a Szilkereky család származott.
- Antal (?)